# سندرم ایروکانجی
سندرم ایروکانجی (انگلیسی: Irukandji syndrome) سندرم نادری است که به واسطهٔ عواقب گزش عروس دریایی جعبه‌ای در برخی افراد بروز می‌نماید. در موارد نادر، گزش ها می‌توانند منجر به ایست قلبی و مرگ شوند. شایع ترین عروس دریایی مسبب این عارضه عروس دریایی مشهور به مالو کینگی است که گونه‌ای از عروس دریایی ایروکانجی محسوب می‌شود. افرادی که مورد نیش این گونه قرار می گیرند، ممکن است که دردی شدید و طاقت‌فرسا را تجریه نمایند.